# Körbchenspinne

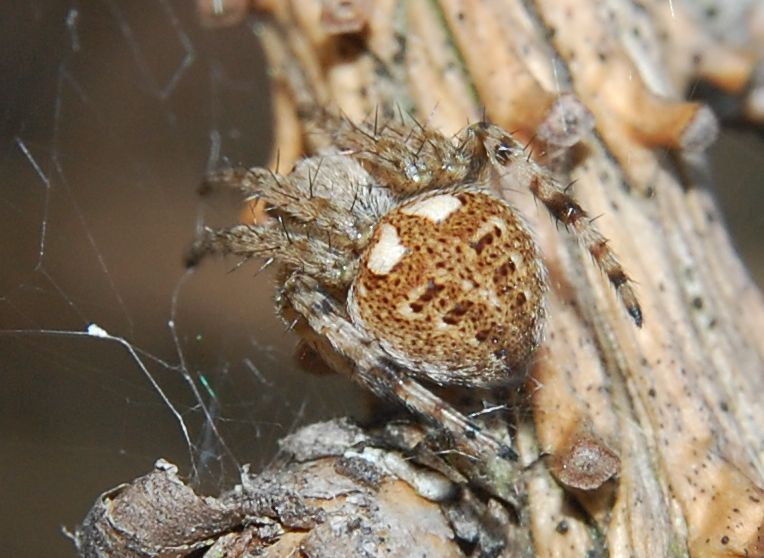
Weibliche Körbchenspinne der selteneren Farbvariante mit zwei weißen Feldern auf dem Hinterkörper

Die Körbchenspinne (Agalenatea redii) ist eine Art der Gattung Agalenatea innerhalb der Familie der Echten Radnetzspinnen (Araneidae). Diese relativ kleine Radnetzspinne ist in Mitteleuropa verbreitet, aber nicht sehr häufig.

## Merkmale
Die Art ist deutlich kleiner als die bekannte Gartenkreuzspinne. Männchen haben eine Körperlänge von 3,5 bis 5,5 mm, Weibchen werden 7 bis 8 mm lang. Der stark behaarte Vorderkörper (Prosoma) ist einfarbig hell beigebraun.
Der ebenfalls dicht behaarte Hinterkörper (Opisthosoma) ist etwas breiter als lang. Die Grundfarbe ist recht einheitlich gelblich braun, die Zeichnung ist jedoch variabel. Meist ist ein mehrfach unterbrochenes, dunkles Mittelband vorhanden, an das seitlich mehrere Paare gerader, zueinander paralleler, dunkler und meist hell gerandeter Querbänder angrenzen. Gelegentlich sind im vorderen Teil des Hinterkörpers zwei große, etwa rechteckige weiße Flecken ausgebildet, oder der Mittelstreifen fehlt ganz und das Opisthosoma zeigt stattdessen einen großen, dunklen, hell gerandeten Fleck auf dem hinteren Teil. Die Beine sind nicht sehr kontrastreich hell dunkel geringelt.

## Verbreitung und Lebensraum
Die Körbchenspinne besiedelt große Teile der Paläarktis von Irland und den Kanarischen Inseln bis zum Pazifik, außerdem Afrika nördlich und südlich der Sahara. Das Verbreitungsgebiet umfasst hier große Teile der gemäßigten bis tropischen Zonen. Sie kommt in ganz Europa vor.
Die Art ist wärmeliebend und an waldfreie, offene Biotope gebunden. Sie besiedelt vor allem Sandtrocken- und Halbtrockenrasen; im Osten Deutschlands gilt sie als sogenannte Zeigerart für Zwergstrauchheiden.

## Lebensweise
Das Netz wird niedrig, meist zwischen vertrockneten Stauden und Gräsern des Vorjahres angelegt. Neben dem Netz legt die Spinne eine oft nur wenig offensichtliche, nach oben offene Sitzwarte an, wo sie sich fast immer aufhält. Sie sitzt dort sehr exponiert, ist aber durch ihre Oberseitenzeichnung sehr gut getarnt und wenig auffällig. Die Art ist häufig schon sehr früh im Jahr aktiv, geschlechtsreife Tiere können dann bereits ab April beobachtet werden.

## Gefährdung
In Deutschland ist der Bestand der Art aufgrund der engen Bindung an extensiv genutzte Offenlandhabitate zumindest regional rückläufig. Sie wird unter anderem in den Roten Listen von Schleswig-Holstein, Mecklenburg-Vorpommern und Berlin als „gefährdet“ (Kategorie 3) geführt, in Baden-Württemberg steht sie auf der Vorwarnliste. Bundesweit gilt sie dagegen noch als ungefährdet.